# Wilson (Texas)
Pour les articles homonymes, voir Wilson.
Ne pas confondre avec le comté situé dans le même État, le comté de Wilson.
La ville de Wilson est située dans le comté de Lynn, dans l’État du Texas, aux États-Unis. Sa population s’élevait à 489 habitants lors du recensement de 2010, estimée à 474 habitants en 2016.

## Source
- (en) Cet article est partiellement ou en totalité issu de l’article de Wikipédia en anglais intitulé « Wilson, Texas » (voir la liste des auteurs).